# Bükkaranyos
Bükkaranyos ist eine ungarische Gemeinde im Kreis Miskolc im Komitat Borsod-Abaúj-Zemplén.

## Geografische Lage
Bükkaranyos liegt in Nordungarn, 13 Kilometer südlich des Zentrums der Kreisstadt und des Komitatssitzes Miskolc, 4 Kilometer westlich der Stadt Nyékládháza an dem Fluss Kulcsár-völgyi-patak. Nachbargemeinden sind Emőd, Harsány und Kisgyőr.

## Sehenswürdigkeiten
- Ernő-Pöltenberg-Denkmal (in Erinnerung der Schlacht von 1849), erschaffen 1929, restauriert 2000
- Péter-Császár-Denkmal (Anführer während des Bauernaufstandes 1631–1632)
- Reformierte Kirche, erbaut 1832–1862
- Römisch-katholische Kirche Szent László, erbaut 1902

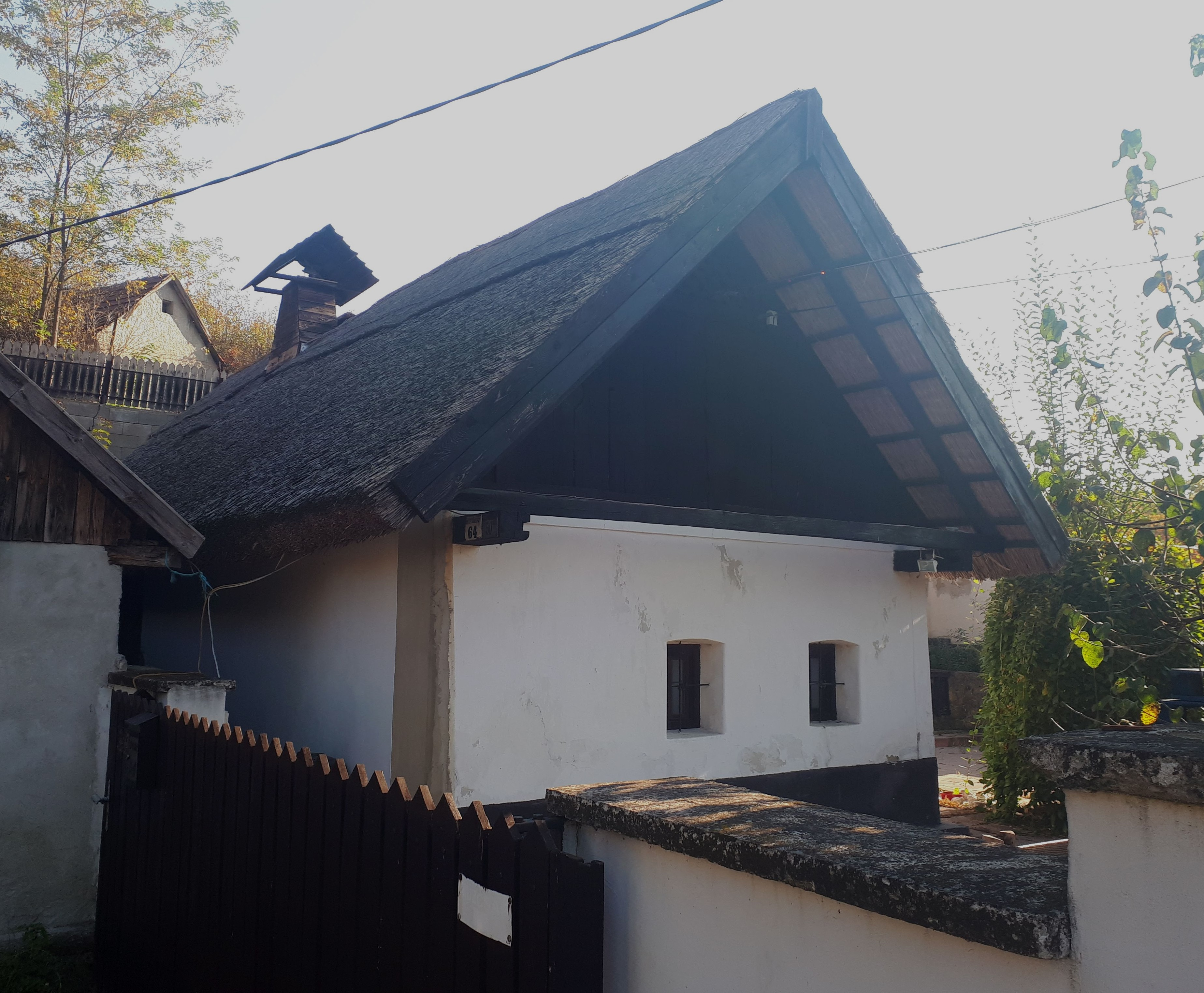
Traditionelles Wohnhaus
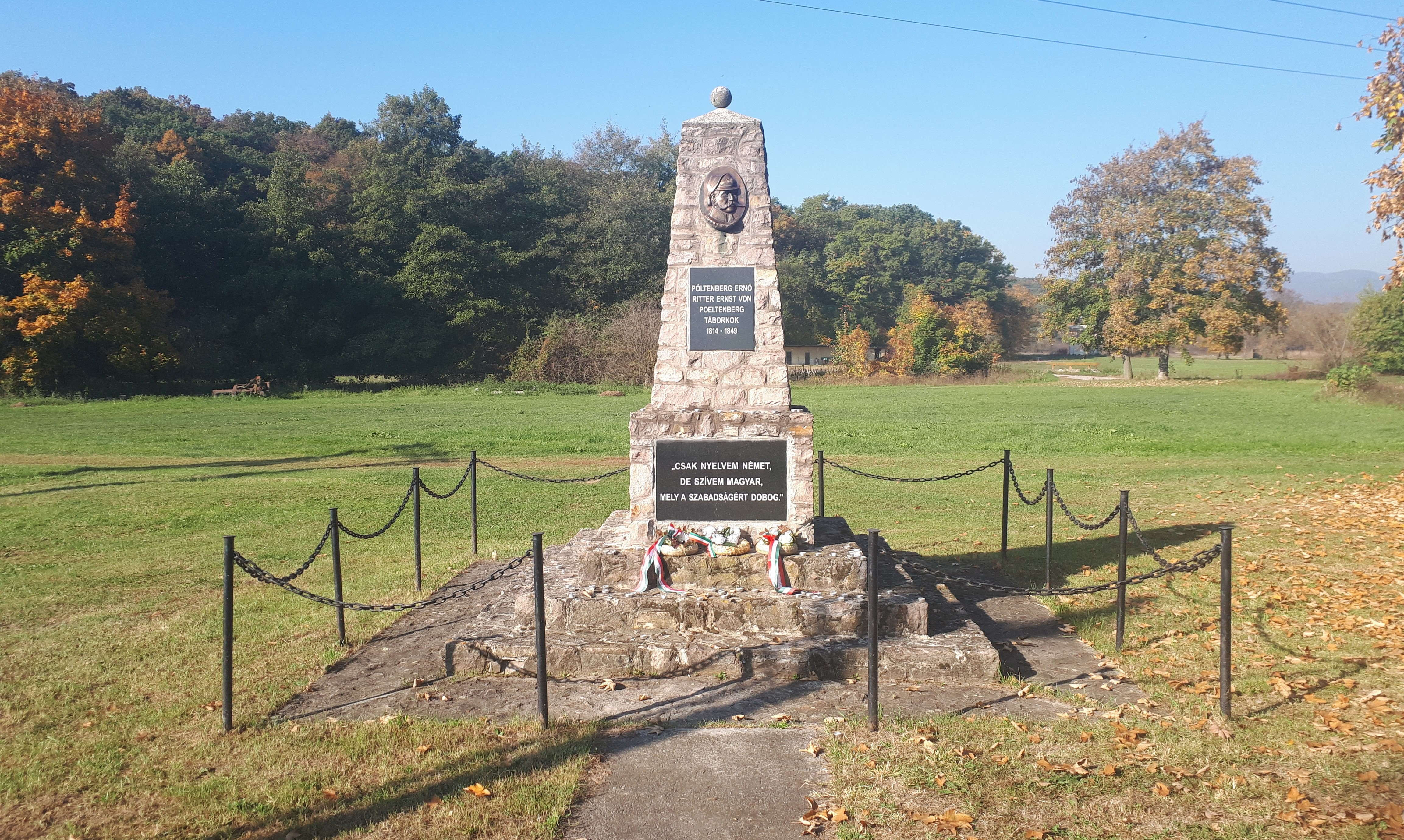
Ernő-Pöltenberg-Denkmal

## Verkehr
Durch Bükkaranyos verläuft die Landstraße Nr. 2514. Es bestehen Busverbindungen nach Miskolc, Harsány und Kisgyőr. Der nächstgelegene Bahnhof befindet sich südöstlich in Emőd.